# 车友会
车友会是以汽车用户为主体的组织，一般以讨论车辆使用交流、自驾外游及生活信息交流。
一般分为非商业化的组织，由车友自发成立的组织；一种是以厂家、车商组织以推广汽车销售为主商业组织，如各类汽车车友会。